# Giferspitz
Der Giferspitz ist ein 2542 m ü. M. hoher Berg bei Gstaad im Schweizer Kanton Bern, der zu den westlichen Berner Alpen gehört. Sein Gipfel bildet den höchsten Punkt der Gemeinde Saanen und ist vom nördlich gelegenen Turbach aus über einen Bergwanderweg zu erreichen.

## Lage und Umgebung
Der Giferspitz ist ausserdem die höchste Erhebung zwischen Gstaad und Lenk. Benachbarte Berge sind im Osten, getrennt durch das Turbachbach-Tal, das 2362 Meter hohe Wistätthorn, im Verlauf des ausgeprägten Südgrats der Lauenehore mit 2477 Metern Höhe und im Westen, getrennt durch das Turnelsbachtal, der Wasserngrat mit 2191 Metern Höhe. Nächster bedeutender Ort ist Gstaad, das etwa sechs Kilometer Luftlinie im Nordwesten liegt.
- Landeskarte der Schweiz 1:25.000, Blatt 1266, Lenk